# Aqui FM
Aqui FM est une station de radio locale de catégorie A diffusant un programme généraliste de proximité sur une large partie de la péninsule du Médoc, dans la partie septentrionale du département de la Gironde, en région Nouvelle-Aquitaine. Son studio est situé dans la commune de Lesparre (1 Rue Bremontier 33340)
Elle doit son existence à l'association Contact 33 (également gestionnaire de la radio Cap FM dans le bassin d'Arcachon), et plus spécialement à Jean-François Petitjean, ancien animateur à RIG. L'autorisation d'émettre lui est accordée par le CSA le 18 mars 1997 (décision n° 97-67, reconduite en 2001 par la décision n° 2001-760 et en 2006 par la décision n° 2006-875). Aqui FM est animée par quatre permanents et plusieurs bénévoles.
Cette radio locale, seul média de proximité implanté en Médoc, œuvre à rapprocher les habitants et à créer du lien social dans un territoire relativement peu peuplé. Émettant en modulation de fréquence dans la plupart des communes médocaines (de Saint-Laurent-Médoc au Verdon en passant par Lesparre-Médoc, Soulac et Carcans), elle peut également être reçue de manière plus ou moins aléatoire dans le sud de la Charente-Maritime, par delà l'estuaire de la Gironde.
Se définissant comme « La radio d'ici » (d'où son nom, « Aqui » signifiant « Ici » en occitan), la station intègre de nombreuses émissions locales à sa grille de programmes, laquelle comprend également de la musique, des émissions de société et des divertissements. Parmi les programmes phares diffusés à l'antenne figurent ainsi « La Vie en Médoc », un programme chargé de mettre en lumière la vie quotidienne des habitants de la région, « Le Médoc chez vous », une émission consacrée aux événements locaux, ou « À l’assaut des assos », tribune libre pour différentes associations de la région. Aqui FM, qui participe régulièrement aux événements locaux, se distingue en 2005 en organisant un « Cybervillage » dans le cadre de la Fête de l'Internet. 
Deux bulletins d'information locale sont diffusés du lundi au vendredi (12 heures 10 et 18 heures 10), la station retransmettant également plusieurs bulletins et émissions de Radio France internationale. Les nuits d'Aqui FM sont plus spécifiquement consacrées à la musique et aux programmes en direction des jeunes (« Aqui Jeunes » de 19 heures à minuit, « Les nuits électro d’Aqui » de minuit à deux heures du matin).
Le siège d'Aqui FM est situé au numéro neuf de la route du Stade à Saint-Germain-d'Esteuil.

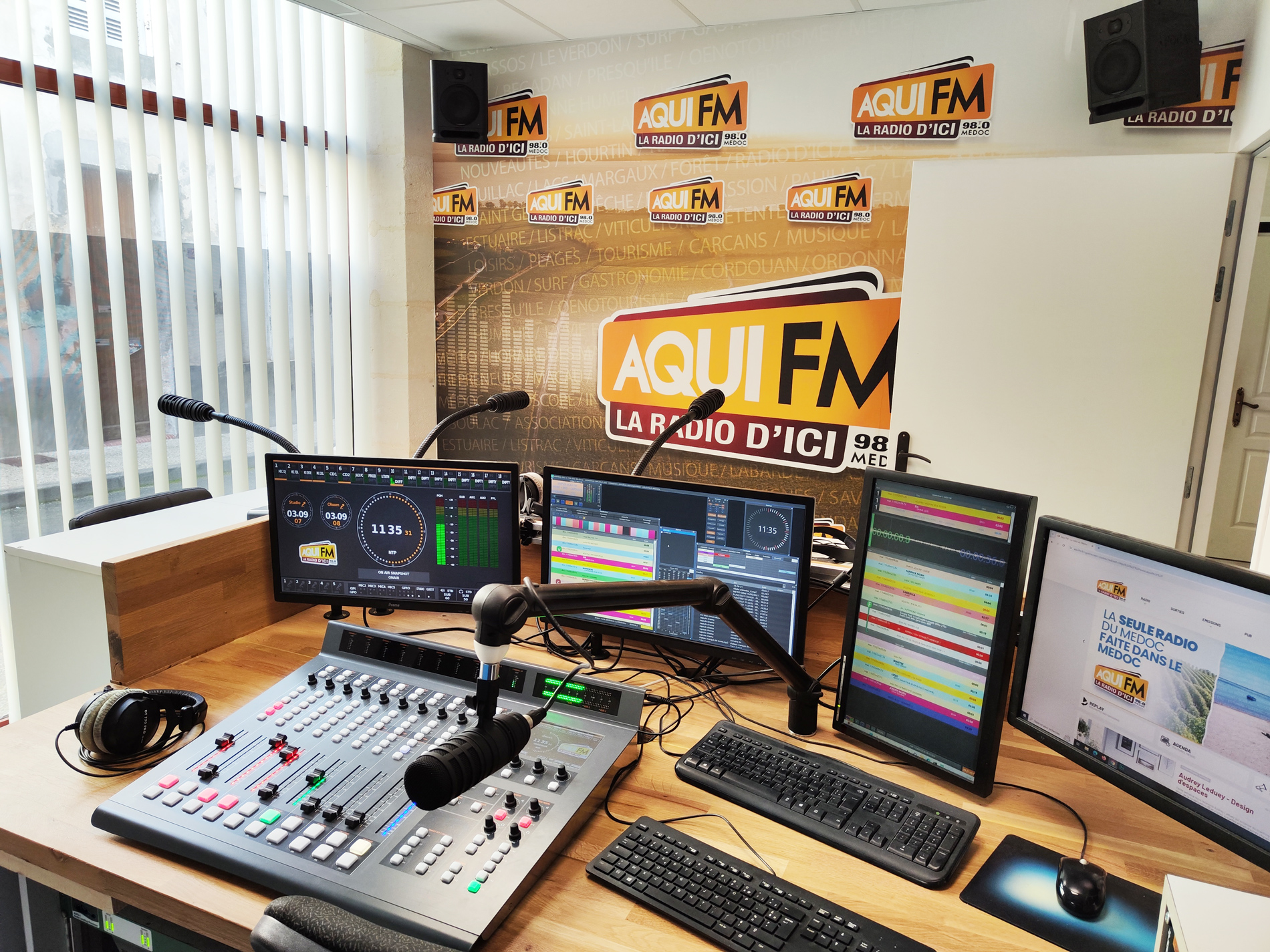
Studio d'AquiFM à Lesparre Médoc

## Fréquences
- Lesparre-Médoc : 98.0 Mhz
- Le Verdon-sur-Mer/ Soulac : 98.0 Mhz
- Arcachon : DAB 11C